# Castle Cornet
Castle Cornet är ett slott i kronbesittningen Guernsey. Det ligger i den östra delen av landet, i huvudstaden St. Peter Port. Det ligger på ön Guernsey.
Närmaste större samhälle är St. Peter Port (stadens centrum), 0,97 km nordväst om Castle Cornet.